# 6890 Savinykh
A 6890 Savinykh (ideiglenes jelöléssel 1975 RP) egy kisbolygó a Naprendszerben. Ljudmila Ivanovna Csernih fedezte fel 1975. szeptember 3-án.